# Gouveia
Gouveia és un municipi portuguès, situat al districte de Guarda, a la regió del Centre i a la Subregió de Serra da Estrela. L'any 2006 tenia 15.628 habitants. Es divideix en 22 freguesias. Limita al nord amb Fornos de Algodres, al nord-est amb Celorico da Beira, a l'est amb Guarda, al sude-st amb Manteigas, al sud-oest amb Seia i al nord-oest amb Mangualde.

## Evolució demogràfica
| Població del concelho de Gouveia (1801 – 2004) | Població del concelho de Gouveia (1801 – 2004) | Població del concelho de Gouveia (1801 – 2004) | Població del concelho de Gouveia (1801 – 2004) | Població del concelho de Gouveia (1801 – 2004) | Població del concelho de Gouveia (1801 – 2004) | Població del concelho de Gouveia (1801 – 2004) | Població del concelho de Gouveia (1801 – 2004) | Població del concelho de Gouveia (1801 – 2004) |
| ---------------------------------------------- | ---------------------------------------------- | ---------------------------------------------- | ---------------------------------------------- | ---------------------------------------------- | ---------------------------------------------- | ---------------------------------------------- | ---------------------------------------------- | ---------------------------------------------- |
| 1801                                           | 1849                                           | 1900                                           | 1930                                           | 1960                                           | 1981                                           | 1991                                           | 2001                                           | 2004                                           |
| 7051                                           | 14162                                          | 24641                                          | 23724                                          | 25210                                          | 19045                                          | 17410                                          | 16122                                          | 15792                                          |

## Freguesies
- Aldeias
- Arcozelo
- Cativelos
- Figueiró da Serra
- Folgosinho
- Freixo da Serra
- Lagarinhos
- Mangualde da Serra
- Melo
- Moimenta da Serra
- Nabais
- Nespereira
- Paços da Serra
- Ribamondego
- Rio Torto
- São Julião (Gouveia)
- São Paio
- São Pedro (Gouveia)
- Vila Cortês da Serra
- Vila Franca da Serra
- Vila Nova de Tázem
- Vinhó